# Brouwerij Vertongen
Brouwerij Vertongen of Brouwerij Tolliers of Brouwerij De Ster is een voormalige brouwerij gelegen in de Grootzand 22 (86) te Dendermonde en was actief van 1897 tot 1934. De gebouwen staan momenteel op de inventaris van onroerend erfgoed. 

## Geschiedenis
In 1897 werd de brouwerij opgericht door Benedictus Wellekens en noemde ze "Société Anonyme l’Etoile". Later kwamen ook zijn dochter, Sidonie, en schoonzoon Emiel Lodewijk Tolliers in de zaak. Toen stond de brouwerij ook bekend als  of "Brouwerij De Ster" of "Brasserie L. Vertongen - Tolliers". 
Doordat het koper van de ketels in beslag werd genomen door Duitse troepen werd het brouwen gestaakt gedurende de Eerste Wereldoorlog.  In 1922 werd de brouwerij herstart als "Brasserie E. Tolliers".  
De brouw activiteiten werden gestaakt in 1933 en de brouwerij ontmanteld en omgevormd tot bieruitzetterij. In 1947 werd deze overgenomen door een neef Joseph Hertecant.

## Gebouwen
- Op het gekasseide erf staat een kleine Mariagrot.
- Het bakstenen gebouw heeft een L-vormige plattegrond van één bouwlaag en een zadeldak met dakkapellen. De oorspronkelijke ingang van de brouwerij werd verplaatst naar de witte gevel aan de straatkant bij de verbouwing tot woning in 1974. In de omlijsting van de deur kan men nog een wapenschild met brouwattributen aantreffen.

- Ten westen staat een bakstenen schoorsteen daterende uit 1897.
- Loodrecht op het huis, in het zuiden van het erf, staat een voormalige paardenstal. Het betreft een bakstenen gebouw met zadeldak.